# لنگفورد (ویرجینیا)
لنگفورد (به انگلیسی: Langford) یک منطقهٔ مسکونی در ایالات متحده آمریکا است که در شهرستان البمارل، ویرجینیا واقع شده‌است.